# براهین فطری
در این برهان گفته می شود که تمامی انسانها به‌طور ذاتی به درجاتی خدا را می شناسند. عده ای از فلاسفه اسلامی و غربی در این باره سخن گفته اند که از میان آنها می توان به صدرالمتألهین، افلاطون، و یونگ اشاره کرد. در قرآن نیز اشاراتی در این باره دیده می شود.

## معنای لغوی فطرت
فطرت در واژه به معنای «خلق کردن» و «به‌وجود آوردن» است ولی در اصطلاح فلسفه منظور از فطرت، ویژگی ذاتی انسان است که همگانی است و از ابتدای خلقت با اوست.

## بیان برهان فطری
به عقیده افلاطون نفس انسان پیش از اتصال به جسم وجود مستقلی داشته است و پس از جدا شدن از جسم مجدداً به سوی اصل خویش که همان «حقیقت نخستین» است باز می گردد. بنابراین به نظر افلاطون نفس انسان فطرتاً ازلی و ابدی است. دکارت بر این باور بود که فطرت تصورات ثابت و غیرقابل تغییر انسان هستند که با علم تجربی بدست نیامده اند بلکه از ابتدای خلقت با انسان هستند و تصور خدا نیز همین گونه است.
کارل گوستاو یونگ برای روح انسان ابعاد دینی قائل بود و آنرا همانند غرایز اولیه مانند حس ترس و گرسنگی می دانست. از جمله های معروف وی این است که: جان آدمی فطرتاً دارای کارکرد دینی است.
ویلیام جیمز معتقد بود که انسان به‌صورت غیرارادی بسوی نوعی خداشناسی کشیده می شود. به نظر ویلیام جیمز استدلال های عقلی و فلسفی از ادراک خدا عاجز هستند و فقط ادراکات فطری است  که می تواند حقیقت خدا را دریابد.
خداشناسی فطری یعنی انسان نوعی درک و آگاهی ذاتی از وجود خدا دارد بنابراین علم به وجود خدا در این دیدگاه، علمی حضوری است. صدر الدین شیرازی این نوع از شناخت را بهترین نوع شناخت خدا می دانست ولی آنرا وابسته به ظرفیت و فهم آدمیان می دید. در فلسفه اسلامی به آیاتی از قرآن در این باره استناد می شود. این آیات شامل آیه ۱۷۲ از سوره اعراف می باشد که در آن خداوند از آدمیان می پرسد که «الست بربکم» به این معنا که «آیا پروردگار شما نیستم؟» و آنها پاسخ می دهند که «بلی شهدنا» یعنی «بله شهادت می دهیم». یا به آیه ای اشاره می شود که در آن مثال کسانی زده می شوند که گرفتار طوفان و امواج شده اند و در آن هنگام خدا را می خوانند. به نطر صدرالمتألهین این آیات به این نکته اشاره می کنند که انسان به‌طور غریزی به خدا توجه می کند حتی اگر در این مورد آگاهی قبلی نداشته باشد.
جی.اچ.جویس فیلسوف معاصر بر این باور بود که انسان آزادی عمل را می خواهد و از هر موجدی با قدرت برتر گریزان است زیرا آزادی عمل او را محدود می کند. بنابراین گرایش فطری به دین و خدا از منشاء عقل اوست نه تمایلات او، و بنابراین احتمالاً صحیح است.

### تقریر از اجماع عام
در برهان اجماع عام گفته می شود که این موضوع که باور به مذاهب در تمام جوامع بشری وجود داشته‌است، دلیلی بر وجود خدا است.

### سایر براهین
براهین دیگری نیز در این گروه وجود دارند از جمله برهان اخلاقی، برهان عشق، و برهان زیبایی.